# 埃尔马·博尔曼
埃尔马·博尔曼（德語：Elmar Borrmann，1957年1月18日—），生于斯图加特，德国男子击剑运动员。他曾参加1984年、1988年、1992年和1996年四届夏季奥运会，共获得两枚金牌和一枚银牌。